# Onville
Onville je francouzská obec v departementu Meurthe-et-Moselle v regionu Grand Est. V roce 2014 zde žilo 544 obyvatel.

## Poloha obce
Obec leží u hranic departementu Meurthe-et-Moselle s departementem Moselle.
Sousední obce jsou: Bayonville-sur-Mad, Gorze (Moselle), Chambley-Bussières, Pagny-sur-Moselle, Prény, Vandelainville, Villecey-sur-Mad a Waville.

## Vývoj počtu obyvatel
Počet obyvatel